# Michael Prelle
Michael Prelle, né en 1951 à Hambourg est un acteur allemand.
Il a reçu le prix Hersfeld en 1994.

## Filmographie
- 1980 : Tatort (série télévisée)
- 2006 : Les Européens (Grenzgänger)
- 2008 : Einsatz in Hamburg (de)
- 2009 : Küstenwache (de)
- 2013 : Willkommen auf dem Land (de)
- 2014 : Von jetzt an kein Zurück (de)
- 2015 : Familie verpflichtet
- Commissaire Dupin (série télévisée)